# Claude Pradille
Claude Pradille (* 29. Juli 1942) ist ein ehemaliger französischer Politiker. Er war von 1988 bis 1997 Mitglied des Senats.
Zwischen 1983 und 1993 war Pradille für den sozialen Wohnungsbau im Département Gard verantwortlich. Er zog 1988 für die Parti socialiste in den Senat ein. Ein Jahr später wurde er wiedergewählt. 1994 war er in eine Korruptionsaffäre verstrickt, weswegen er 1995 zu fünf Jahren Haft und einer Geldstrafe in Höhe von 300.000 Francs verurteilt wurde. Nach einem Berufungsprozess wurde die Strafe auf drei Jahre reduziert. 1997 wurde ihm sein Mandat entzogen.